# Søstrene Corodi
|  | Denne artikel er oprettet af botten PalnaBot ud fra en ekstern database. Den kan derfor have sproglige fejl eller mangler. Denne skabelon kan fjernes efter kontrol af indholdet. |

Søstrene Corodi er en stumfilm fra 1914 med ukendt instruktør.

## Handling
To søstre elsker den samme mand. Han driver dobbeltspil. Den ene søster begår selvmord.